# Relation de la première descente de l'Amazone

Relation de la première descente de l'Amazone (Relación del nuevo descubrimiento del famoso río Grande que descubrió por muy gran ventura el capitán Francisco de Orellana) est un témoignage effectué par le capitaine Francisco de Orellana entre 1541 et 1542. Écrit par le missionnaire dominicain Gaspar de Carvajal, ce récit est présenté comme une retranscription fidèle de l'exploration du fleuve Amazone par les conquistadors espagnols.

## Manuscrits et traductions
Il existe deux copies du manuscrit de la Relation de la première descente de l'Amazone. L' une appartient à la bibliothèque de la Real Academia de la Historia d'Espagne. L'autre, plus complète, est conservée à la Biblioteca Nacional de Madrid. Les variantes relevées entre les différentes copies révèlent de nombreuses discordances dans le cours du récit. On peut supposer que ni l'une ni l'autre ne représente l'original de Gaspar de Carvajal. Il convient également d'examiner avec précaution la retranscription faite par Carvajal des échanges entre les explorateurs espagnols et les autochtones. Carvajal fait lui-même mention de l'emploi d'un vocabulaire fabriqué. L'usage d'un langage bricolé laisse à penser combien certaines informations restent sujettes à caution.

## Le rire de l'Indien
Carvajal décrit les Indiens comme des êtres inoffensifs, éblouis par la présence et la supériorité des conquistadors. Le 11 février 1541 il rapporte une conversation entre un chef Indien et Francisco de Orellana. Le capitaine essaie d'obtenir des renseignements sur la localisation des richesses de l'Eldorado, Carvajal souligne la docilité du chef de tribu qui propose des offrandes et répond avec application à ses questions. « Il désignait  le fleuve en répétant, "Plus loin vous trouverez ce que vous cherchez". Pendant ce temps ses compagnons nous offraient les vivres nécessaires à la poursuite de notre voyage. Ils semblaient tous ravis de pouvoir nous apporter leur aide. L'un d'entre eux riait gaiement ». Carvajal aurait pu porter plus d'attention au rire de l'Indien. Loin d’être servile, l'Indien déploie une tactique discrète. Il attise les croyances de l'autre pour l'envoyer plus loin sur le fleuve. L'envahisseur est repoussé vers ses propres fantasmes[réf. nécessaire].

## Rencontre avec les Amazones
Le capitaine Orellana et ses compagnons furent attaqués le 24 juin 1542 par une tribu de femmes guerrières. S'il faut garder à l'esprit que la figure de l'Amazone est de nature à faire proliférer les mythes, la description détaillée que fait Carvajal de l'apparition d'immenses guerrières à la peau blanche et à la longue chevelure tressée reste à ce jour inexpliquée. À la suite de cet épisode, le capitaine Orellana donna son nom au fleuve Amazone. En novembre 1546, au cours d'une nouvelle expédition, Francisco de Orellana succombe de la fièvre dans les bras de sa femme.